# Pilea cordifolia
Pilea cordifolia är en nässelväxtart som beskrevs av Joseph Dalton Hooker. Pilea cordifolia ingår i släktet pileor, och familjen nässelväxter. Inga underarter finns listade i Catalogue of Life.